# Georgiens administrativa indelning
Georgien är administrativt indelat i två autonoma republiker och nio mcharer (regioner). Utöver dessa regioner tillkommer huvudstaden Tbilisi. Territoriet för en av de autonoma republikerna, Autonoma republiken Abchazien, administreras i praktiken, delvis sedan 1993 och helt sedan 2008, av en utbrytarrepublik, Republiken Abchazien, stödd på militär från Ryska federationen.

## Autonoma republiker och regioner
Georgien är indelat i två autonoma republiker och nio regioner samt huvudstaden Tbilisi, som utgör ett eget distrikt.
Autonoma republiker (georgiska: ავტონომიური რესპუბლიკა, avtonomiuri respublika)
- Abchazien
- Adzjarien

Regioner (georgiska: მხარე, mchare)
- Gurien
- Imeretien
- Inre Kartlien
- Kachetien
- Megrelien-Övre Svanetien
- Mtscheta-Mtianeti
- Nedre Kartlien
- Ratja-Letjchumi och Nedre Svanetien
- Samtsche-Dzjavachetien

## Distrikt och städer
Både regioner och autonoma republiker är indelade i distrikt (georgiska: მუნიციპალიტეტი, munitsipaliteti). Huvudstaden inräknad, är det fem större städer som utgör egna distrikt: Tbilisi, Kutaisi, Rustavi, Poti och Batumi. Inalles är distrikten 69 till antalet, varav några (2023) dock inte står under georgisk kontroll, utan de facto administreras av utbrytarstater i Abchazien och Sydossetien associerade med Ryssland.
Efter Georgiens självständighet 1991 var distrikten en tid kvar i den äldre strukturen, som raioni (რაიონი). År 2006 gjordes en reformering av den administrativa strukturen, med ökat lokalt styre, och i samband med det ändrades beteckningen för distrikten till munitsipaliteti.

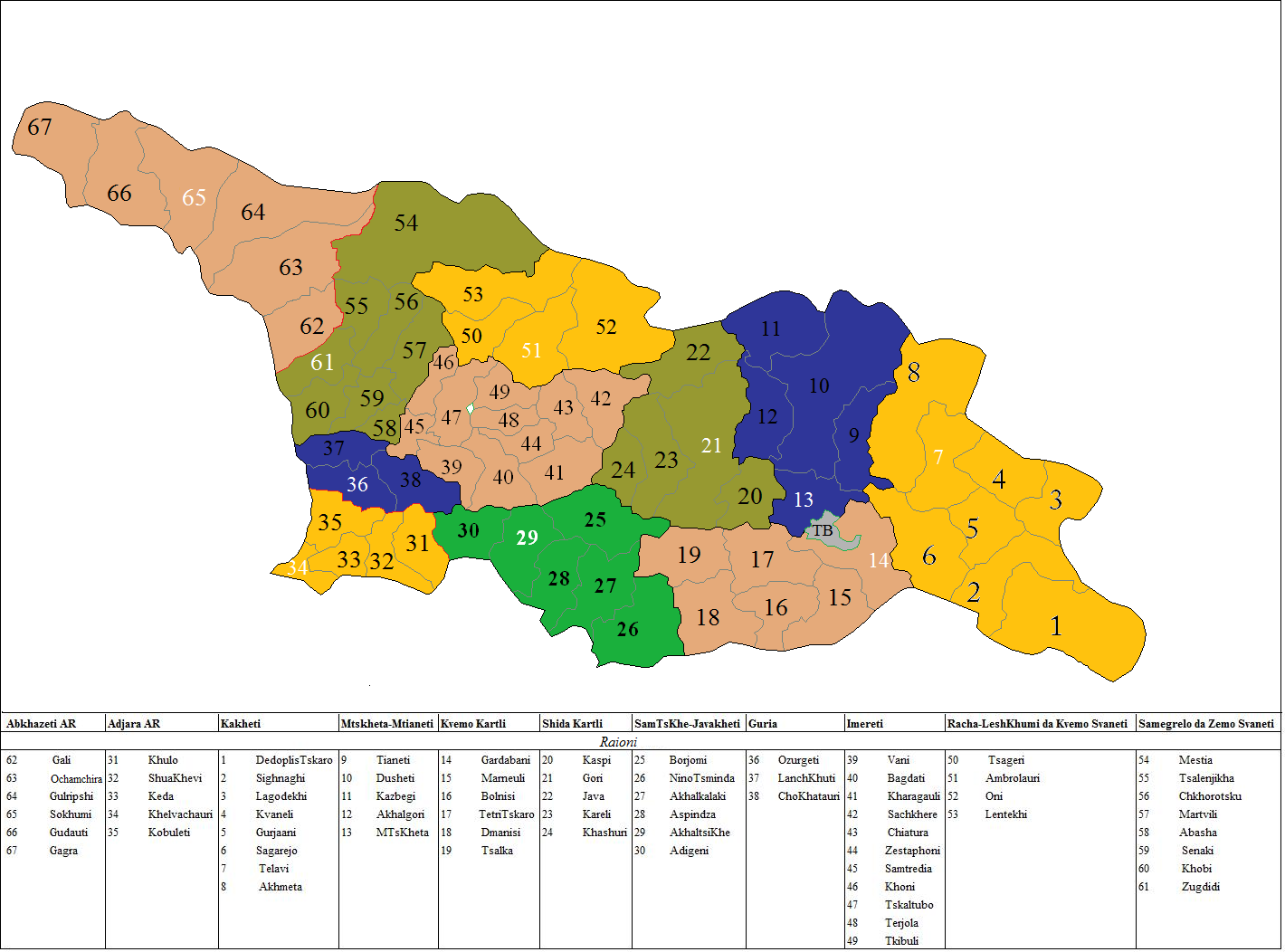
Äldre karta över Georgiens distrikt (raioni före 2006)